# Káto Ágios Ioánnis
Káto Ágios Ioánnis, en grec moderne : Κάτω Άγιος Ιωάννης, est un village du dème de Kateríni, de Macédoine-Centrale en Grèce.
Selon le recensement de 2011, la population du village s'élève à 603 habitants.